# Kooikerhondje
Kooikerhondje je poměrně staré a drobné psí plemeno pocházející z Nizozemska. Je velmi nenáročné a v České republice se jeho chov pomalu rozšiřuje.

## Historie
Psi podobní dnešním kooikerhondjům se poprvé objevili v Nizozemí v 17. století. Byli využíváni lovci pro lov divokých kachen. Ti potřebovali psa, který by sám dokázal divoké kachny nahnat do klecí. Provádělo se to takto: divoké kachny byly v rákosí. Pes - kooikerhondje - plaval kolem tohoto rákosí s ocasem zvednutým a plaval, dokud se kachny ze zvědavosti nepřišly podívat. Pak je ve správnou chvíli začal nahánět.
Kooikerhondje byl velmi oblíbený právě pro tuto práci. Nepříliš velký, ale silný a s výdrží, kterému nevadí chlad a vlhkost. Toto plemeno začalo být od roku 1943 registrováno v Holandské plemenné knize. Během 2. svět. války jeho stavy poklesly na pouhých 25 jedinců. Na jejich základě se podařilo plemeno opět rozšířit, ovšem za cenu výskytu dědičných onemocnění.
Přísnou kontrolou zdraví a povahy, které probíhají dosud, se podařilo vyšlechtit zdravé a vyrovnané jedince. V roce 1971 byl schválen standard tohoto plemene a následně byl kooikerhondje schválen FCI. Tento pes dosáhl značné obliby.

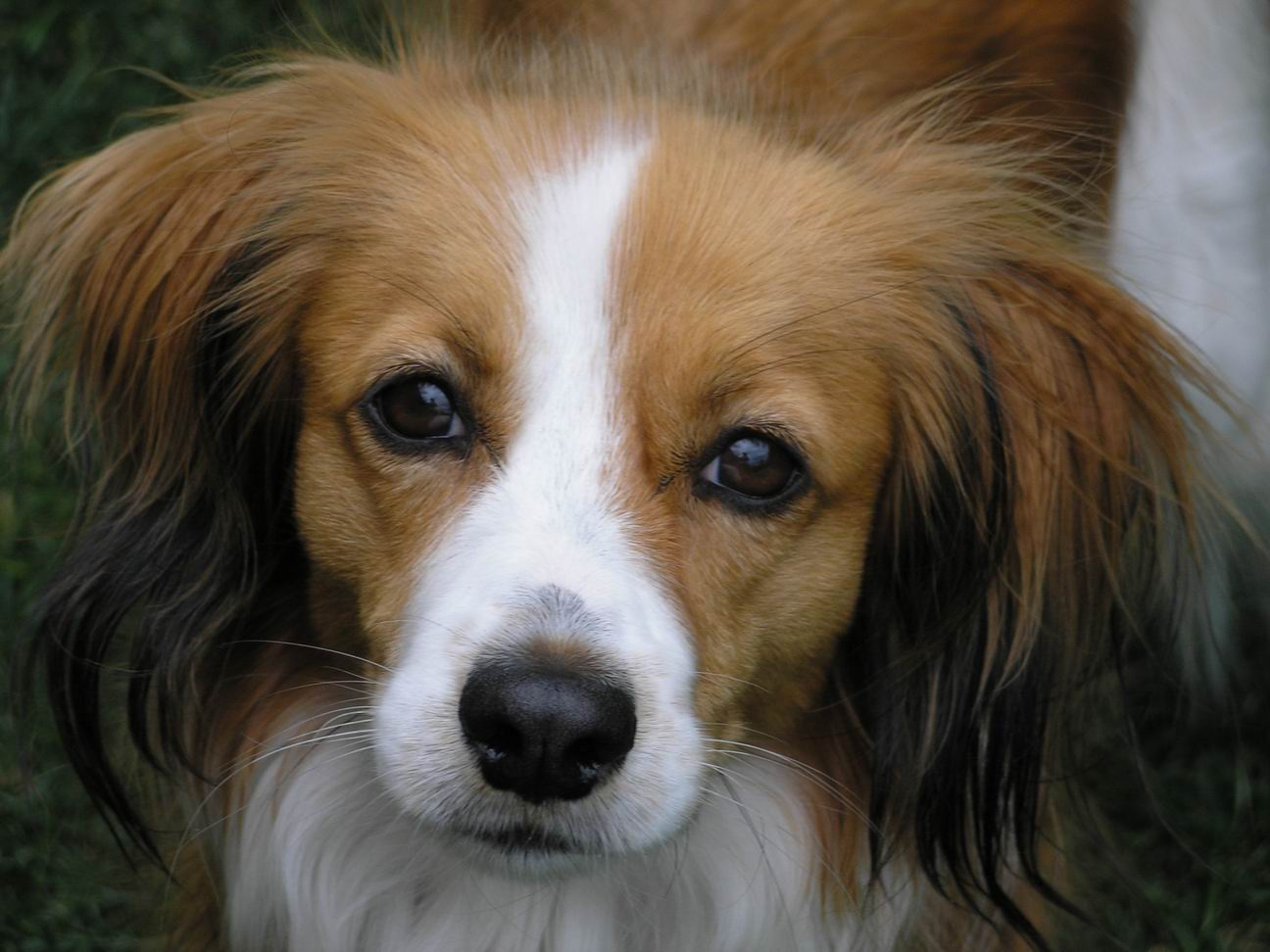

### A proč zrovna tento název?
V nizozemštině "kooiker" znamená kachnář, člověk který loví kachny pomocí takzvaného "kooi", neboli kačenáře. "Hondje" znamená pes, "kooikerhondje" je tedy kachnářský pes.

## Vzhled
Srst tohoto plemene je zcela nenáročná, ale velice krásná - je středně dlouhá, na dotek hebká a izoluje před zimou i vodou. Má červenou nebo naoranžovělou barvu znaků, podklad je většinou bílý. Toto plemeno je jemné konstrukce s velmi lehkou kostrou. Hlava je přiměřené délky, suchá a čistými liniemi. Stop je z profilu (ze strany) patrný, z pohledu zepředu nevýrazný. Uši jsou nasazeny nízko, středně velké a nošené podél hlavy. Srst na nich může vytvořit volánky. Krk je dlouhý, velmi dobře osvalený a suchý. Hřbet silný a rovný i když je poněkud krátký. Ocas - který sloužil k lákání kachen - je velmi dlouhý, osvalený a bohatě osrstěný. Většinou je nošen nad linií hřbetu, i pokud je v klidu. Nohy jsou dlouhé a svalnaté, tlapky kulaté.
Výška se pohybuje od 35 - 40 cm, váha je 9 - 11 kg.

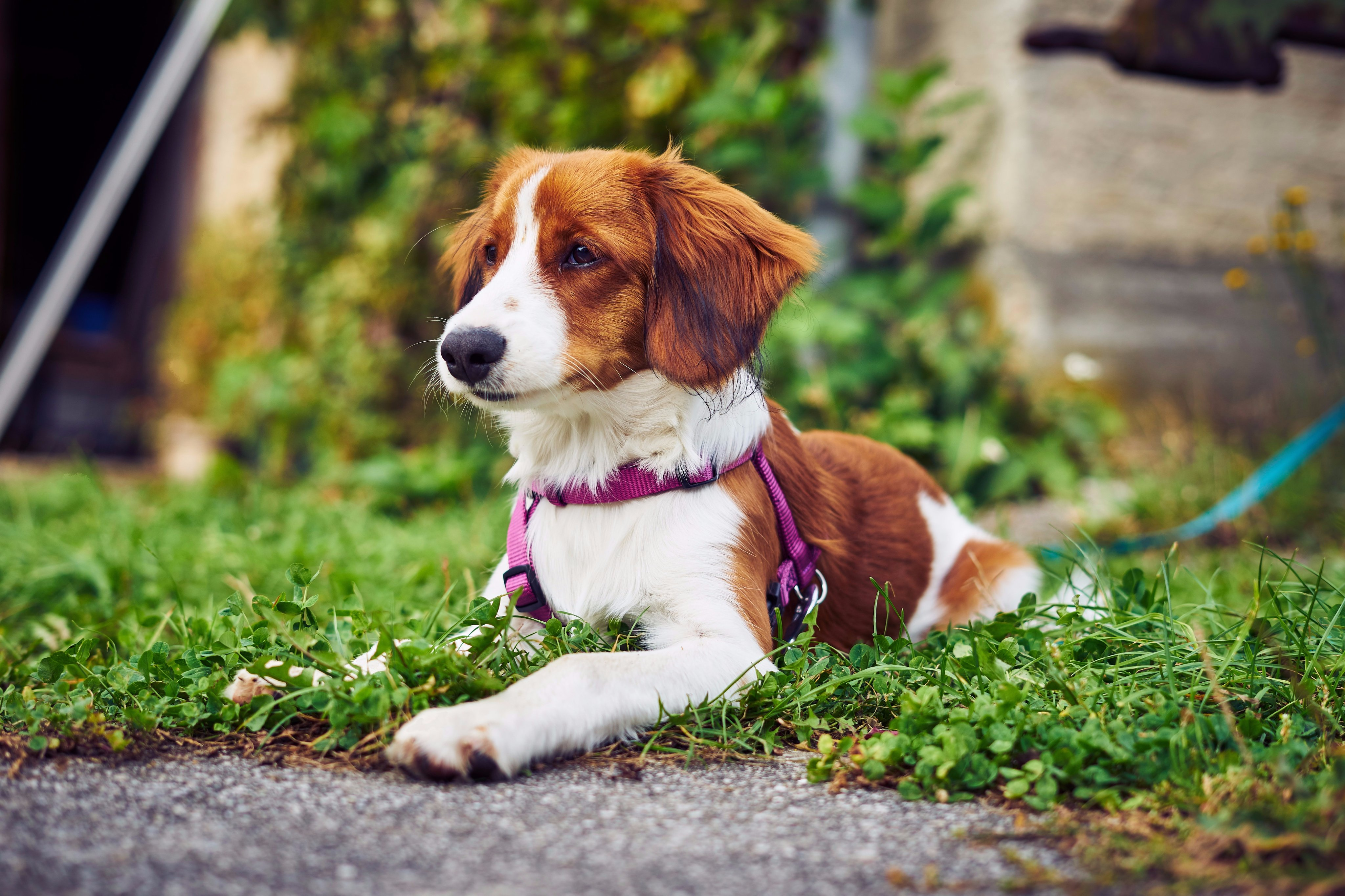

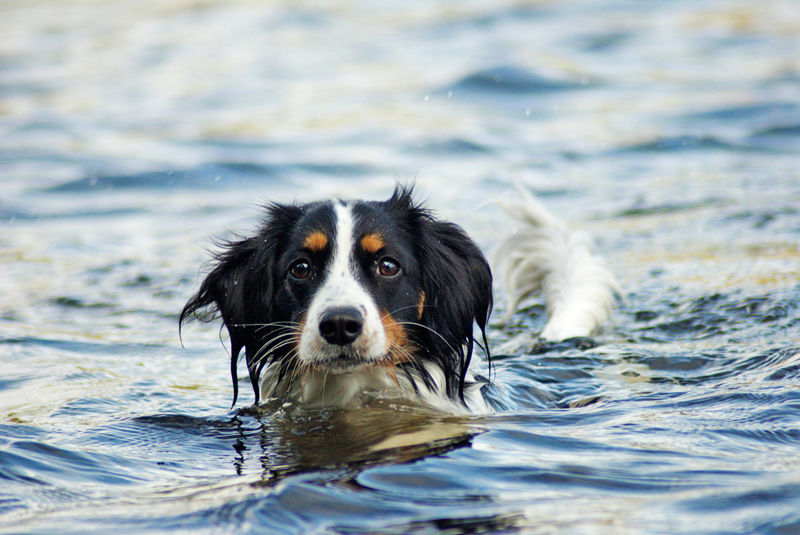

## Povaha
Toto plemeno je klidné, milé a přátelské, svoji rodinu velmi miluje a dokáže ji i chránit. Je i velmi chytrý a bystrý! Jedinci tohoto plemene jsou většinou živí a nadšeně se vrhají do každé práce. Není moc hlučný, spíše naopak a není to dobrý hlídač. S dětmi vychází vcelku dobře, ale má rád svůj klid a pokud dětem nebudou vymezeny hranice, může se začít bát a z toho se pak může vyvinout i agrese. S ostatními zvířaty vychází dobře, ale má lovecké pudy a proto spíše než srnku prožene kachnu nebo labuť. Má velmi rád vodu. Je to pes i pro více lidí, nejen pro jednoho. Výcvik je nutný.

## Péče
Na péči je tento pes velmi nenáročný. Srst stačí občas vykartáčovat, v době línání trochu častěji, do uší se nijak zasahovat nemusí a pokud si drápky brousí o chodník, tak také ne. Šampónem ji stačí mýt jen 2x do roka, ne tedy moc často, aby neztratila svoji přirozenou mastnotu, to by vedlo ke kožním problémům. Jediné co potřebuje, je pohyb. Nevyžaduje ho, ale rozhodně mu prospívá, hlavně pohyb ve vodě, který je pro něj přirozený. Výcvik je nutností - i když je to malý pes, dokáže leccos zničit a bez výcviku je prakticky neovladatelný, někdy bez výcviku může občas reagovat agresivně.

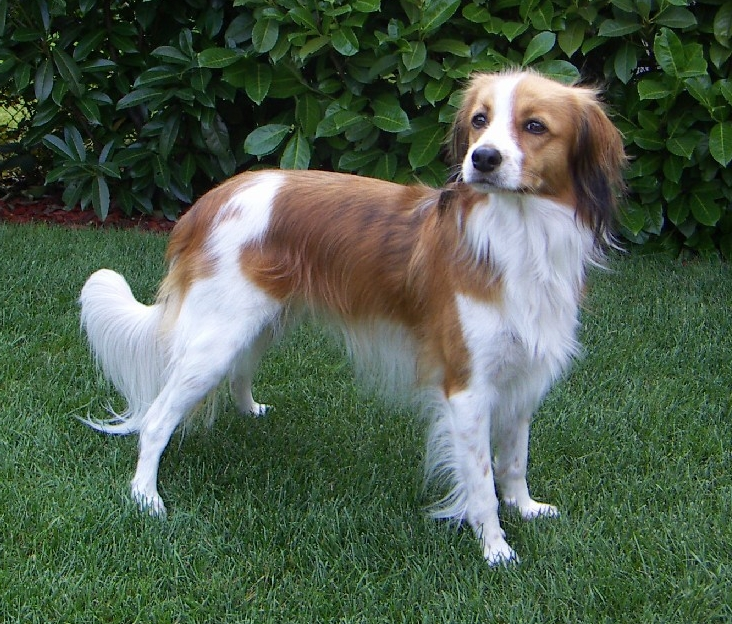

## Využití
Dnes se již vůbec ke svému původnímu účelu nevyužívá - hlavně díky pokrokům v technologiích. Dnes je to hlavně společník nebo slídič. Poslední dobou ale získává i uplatnění jako canisterapeut nebo záchranář. Hodí se i pro psí sporty.